# American Exit
Pour plus de détails, voir Fiche technique et Distribution.
American Exit est un thriller dramatique d'aventures américain 2019 écrit et réalisé par Tim McCann et Ingo Vollkammer et avec Dane Cook et Levi Miller.
Ce film est produit par Ross Kohn, Jennifer Konawal, Nancy Leopardi, Ingo Vollkammer.